# 安雲武
安雲武（1948年6月15日—），京劇演員，工生行，馬連良弟子，楊寶忠乾孫子。
1958年考進北京戲曲學校，跟王少樓等先生學，1962年馬連良接任北京戲曲學校校長后，收他為門下弟子，同期還有倪啟勳、楊汝震、趙世璞等4位。
馬連良留有教導他和張克讓唱《清官冊》的錄音。
馬連良的所有門下弟子中以他的年紀最小。
他在河南鄭州工作18年，現在是北京京劇院演員，一级演员。